# テキサス工科大学システム
テキサス工科大学システム（英語: Texas Tech University System）は、アメリカ合衆国テキサス州の州立大学群。本部はラボックにある。

## 構成機関
- テキサス工科大学
  - テキサス工科大学ヘルスサイエンスセンター（英語版）
  - テキサス工科大学ヘルスサイエンスセンターエルパソ校（英語版）
- アンジェロ州立大学
- ミッドウェスタン州立大学（英語版）